# Universidad Laboral de La Coruña
La Universidad Laboral de La Coruña fue la primera dedicada para las profesiones Marítimo-pesqueras. La idea de su construcción tomó cuerpo allá por julio de 1962 y dentro del I Plan de Desarrollo Económico y Social 1964-1967.
La construcción se empezó en el 1962. Sita en Acea de Ama, antiguamente Haciadama, a 5 km de La Coruña, en el municipio de Culleredo.
Una gran plaza de acceso da entrada a las instalaciones de la universidad, de 3500 m²., en un extremo se sitúa un mástil de navío de 38 metros de altura.
El conjunto se armoniza desde una idea de funcionalidad del espacio, lo que se concreta en una serie de edificaciones intercomunicadas a través de galerías cubiertas dando lugar a un Centro singular en un entorno único. Fue proyectada por los arquitectos José López Zanón y Luís Laorga Gutiérrez y se eligió por el Colegio de Arquitectos de La Coruña, en el día Mundial de la Arquitectura (edición 2001) como ejemplo de la “recuperación de la modernidad arquitectónica en nuestro país en los años 60”. 
La andadura del centro se inicia en octubre de 1964 con el nombre de Universidad Laboral “Crucero Baleares”, con dependencia del Ministerio de Trabajo y subvencionado por las Mutualidades Laborales. La orientación profesional preferente era Marítimo-pesquera, y el origen del alumnado, que abarcaba toda España, y su condición de becarios en régimen de internado, implicó la construcción de un internado, además de las aulas y talleres y de un importante complejo deportivo.
Con los años siguientes vinieron sucesivos cambios que irán configurando su identidad: primero fue adscrito como Instituto Nacional de Enseñanzas Integradas (INEI) al Ministerio de Sanidad; posteriormente como Centro de Enseñanzas Integradas (CEI) al Ministerio de Educación y Ciencia, pasando a denominarse Instituto de Educación Secundaria y Profesional (IESP). En la actualidad está transferido a la Consejería de Educación y Ordenación Universitaria de la Junta de Galicia con la denominación de CIFP “Universidad Laboral”.
La superficie total también se redujo; primero por la expropiación perimétrica de Autopistas del Atlántico en su tramo Coruña-Santiago en el año 1977, posteriormente (años 90) con la subdivisión en cinco entidades de funcionamiento autónomo: Complejo Deportivo (dependiente de la Secretaría General de Deportes y Juventud), Colegio Público Sofía Casanova, Centro Residencial Docente, Instituto de Educación Secundaria Obligatoria Eduardo Blanco Amor e Instituto de Educación Secundaria Postobligatoria “Universidad Laboral”. En 2016 se incrementó una zona más al inaugurarse el IES Rego de Trabe. Por último, en el curso 2020-21, el centro sufre una nueva cercenación de su superficie ya que se ve obligada a ceder el emblemático edificio de Mariñas, donde se impartían los ciclos de Marítimo Pesquera, al recién inaugurado IES Rego de Trabe, ya que este centro pasa a asumir la enseñanza de bachillerato y secundaria para adultos, y el CIFP Universidad Laboral impartirá exclusivamente enseñanza de FP dejando de llamarse por ese motivo IES Universidade Laboral como se venía denominando hasta entonces.
La orientación profesional inicial de Marítimo-Pesquera se amplió poco a poco la otras familias profesionales (Electricidad, Frío y Climatización, Electrónica de Comunicaciones y Calderería, Energía y Agua, Actividades Físicas y Deportivas), BUP, COU, estudios de la UNED y enseñanza profesional de adultos, para incorporarse más tarde a los nuevos proyectos educativos diseñados por el MEC (Bachilleratos, FP específica, Educación permanente de adultos (EPA) y Programas de Garantía Social).